# 伸歌華
伸 歌華（しん うたげ）は日本の演歌歌手である。本名、志村 美枝（しむら よしえ）。東京都新宿区出身。所属事務所は志村音楽事務所。

## 来歴・人物

### 生い立ち
新大久保の靴屋の第二子として生まれる。高校は精華学園高等学校（現・東海大学付属市原望洋高等学校）。先輩には美空ひばり、星由里子がいる。
高校卒業後、マックスファクターに入社。数年で同社を退社し神奈川県川崎市にカラオケパブ「マミーブルー」を開業する。（現在は廃業）

### デビューのきっかけ
1983年（昭和58年） 素人時代に当時売り出し中のアイドル演歌歌手・柳沢純子の冠番組「純子のカラオケ道場」というカラオケ勝ち抜き番組に出場しグランドチャンピオン獲得。その時の審査員長である石坂まさをに認められ『あなたのためなら／愛のブルース』（志村美絵 名義）をリリースする。

### プロデビュー
1987年（昭和62年） テレビ出演を果たしグランドチャンピオンを獲得した事が話題となり、芸名・美枝祐子（みえゆうこ）として『あいて酒 / 花小路音頭』をキングレコードよりリリースし歌手デビューを果たす。ちなみに「あいて酒」の作詞は美絵祐子本人によるもの。エンカ・シンガーソングライターとしての才能ものぞかせる。

### デビューイベント
デビューお披露目会場は高輪プリンスホテル（現：グランドプリンスホテル高輪）にて行われビッグバンドや踊り子、そして特別ゲストには梅宮辰夫を迎え入れた。

### 鳥井実演歌劇場
1988年（昭和63年） 芸名を葉月ゆう子と改名しプロデビュー第二弾シングル『乱れ三味線 / 冬そして夫婦花』をリリースする。「冬そして夫婦花」ギター伴奏にはギタリストである木村好夫が担当。当楽曲の作詞家の鳥井実による〝鳥井実演歌劇場 演歌旅一座〟の一員として北海道を中心に鳥井実＆旅一座メンバー（石上久美子、朝倉由美子、天竜太、星次郎、下北二郎など）とキャンペーンに同行した。「乱れ三味線 / 冬そして夫婦花」で初のヒット奨励賞を受賞しキングレコードより表彰を受ける。

### 恩師との出逢い
1991年（平成3年）、後の恩師となる作曲家・遠藤実との出逢いにより芸名を「伸歌華」と改名（後に現在の芸名となる）。この伸歌華という芸名を名付けた遠藤実によると「寝てる時に突然舞い降りた」と後に語っている。名前の由来は〝歌の華としてグングン伸びてゆけ〟との意味合いが込められている。
遠藤実の門下生となる事でレコード会社をキングレコードからトーラスレコードに移籍し、第三弾シングル『兄貴 / 情け酒』をリリースする。当楽曲はミノルフォンレコードを失った当時の心情を綴った遠藤実の実体験がベースとなっており作詞自身も遠藤実本人によるもの。当楽曲により全国発売に移行。大阪を拠点としテレビ・ラジオ、雑誌やキャンペーンなど活動した。ちなみに〝兄貴〟を歌う時の出で立ちは、遠藤実のアイデアで〝宝塚の男装の麗人〟がモチーフとなっており常にスーツ姿に帽子というスタイルで歌っていた。

### 一日郵便局長
「兄貴 / 情け酒」発売から４日後の1991年4月23日には大森郵便局で初の一日郵便局長となる。
伸歌華と改名後、実質初めての大々的な第三弾シングルお披露目会となる。
その後『兄貴 / 情け酒』も順調に売り上げを伸ばす事により、新人奨励賞を受賞しトーラスレコードの受賞式に招待される。
1993年（平成5年） 所属事務所をマイルストーンに移籍する。イベントにてマリリン・モンロー扮する〝マリリン森田〟というキャラクターが生まれ、それに伴い芸名を森田優子に改名する。
1994年（平成6年） 森田有胡と改名し、同時にレコード会社を東芝EMIに移籍し、第四弾シングル『ぬくもり / あぶない予感』をリリース。
その後、芸能界の活動を一時休止する。

### 休止、そして再デビュー
約20年の時を経て芸能界に復帰する。LIBLA Recordからシングル『いつもそばに / 危険な関係』をリリースし再デビューを果たす。カップリングにあたる「危険な関係」は原大輔とのデュエット曲となる。
2015年（平成27年） レコード会社を正式にホリデージャパンに移籍し『いつもそばに / 危険な関係』の全国盤（全国流通）をリリースする。

### 門下生、ふたたび
2019年（令和元年） 第一興商のカラオケシステム『DAM』にて「兄貴」と「情け酒」が28年の時を経てカラオケ配信される。
2020年（令和2年） 芸名を伸歌華と再び改名する。

## 音楽

### シングル
| #          | 発売日         | A面 B面  | タイトル                                                | 作詞       | 作曲       | 編曲       | レーベル          | 規格     | 品番       | 備考                      |
| 志村美絵   | 志村美絵       | 志村美絵 | 志村美絵                                                | 志村美絵   | 志村美絵   | 志村美絵   | 志村美絵          | 志村美絵 | 志村美絵   | 志村美絵                  |
| ---------- | -------------- | -------- | ------------------------------------------------------- | ---------- | ---------- | ---------- | ----------------- | -------- | ---------- | ------------------------- |
| 1          | 1983年         | A 面     | あなたのためなら                                        | 根本正     | 石坂まさを | 原田良一   | Funny Cats Record | EP       | FC-1127    | 自主制作盤                |
| 1          | 1983年         | B 面     | 愛のブルース                                            | 根本正     | 石坂まさを | 原田良一   | Funny Cats Record | EP       | FC-1127    | 自主制作盤                |
| 美絵祐子   |                |          |                                                         |            |            |            |                   |          |            |                           |
| 2          | 1987年 8月21日 | A 面     | あいて酒                                                | 美絵祐子   | すずき童夢 | すずき童夢 | キングレコード    | EP       | K07D-90170 | プロデビュー              |
| 2          | 1987年 8月21日 | B 面     | 花小路音頭                                              | すずき童夢 | すずき童夢 | すずき童夢 | キングレコード    | CT       | K10D-90170 | プロデビュー              |
| 葉月ゆう子 |                |          |                                                         |            |            |            |                   |          |            |                           |
| 3          | 1988年 6月21日 | A 面     | 乱れ三味線                                              | 鳥井実     | 宮下健治   | 伊戸のりお | キングレコード    | EP       | K07D-80082 |                           |
| 3          | 1988年 6月21日 | B 面     | 冬そして夫婦花                                          | 鳥井実     | 宮下健治   | 伊戸のりお | キングレコード    | CT       | K10D-80082 |                           |
| 伸歌華     |                |          |                                                         |            |            |            |                   |          |            |                           |
| 4          | 1991年 4月19日 | A 面     | 兄貴                                                    | 遠藤実     | 遠藤実     | 馬場良     | トーラスレコード  | 8cmCD    | TADL-7323  | 全国発売盤 （メジャー盤） |
| 4          | 1991年 4月19日 | B 面     | 情け酒                                                  | いではく   | 遠藤実     | 馬場良     | トーラスレコード  | CT       | TASL-7323  | 全国発売盤 （メジャー盤） |
| 森田有胡   |                |          |                                                         |            |            |            |                   |          |            |                           |
| 5          | 1994年 6月17日 | A 面     | ぬくもり                                                | 豊倉栄     | 長崎ゆう   | 蜂谷吉泰   | 東芝ＥＭＩ        | 8cmCD    | TODO-9003  |                           |
| 5          | 1994年 6月17日 | B 面     | あぶない予感                                            | 豊倉栄     | 長崎ゆう   | 蜂谷吉泰   | 東芝ＥＭＩ        | CT       | TODT-9003  |                           |
| 志村美枝   |                |          |                                                         |            |            |            |                   |          |            |                           |
| 6          | 2014年 7月20日 | A 面     | いつもそばに                                            | 加藤英二   | 加藤英二   | 牧野三郎   | LIBLA Record      | CD       | HDPK-1005  | 再・プロデビュー          |
| 6          | 2014年 7月20日 | B 面     | 危険な関係（feat.原大輔）                               | 加藤英二   | 加藤英二   | 牧野三郎   | LIBLA Record      | CD       | HDPK-1005  | 再・プロデビュー          |
| 7          | 2015年 4月22日 | A 面     | いつもそばに                                            | 加藤英二   | 加藤英二   | 牧野三郎   | ホリデージャパン  | CD       | TJCH-15476 | 全国発売盤 （メジャー盤） |
| 7          | 2015年 4月22日 | B 面     | 危険な関係 [ボーナストラック：危険な関係 (feat.原大輔)] | 加藤英二   | 加藤英二   | 牧野三郎   | ホリデージャパン  | CD       | TJCH-15476 | 全国発売盤 （メジャー盤） |

### 企画モノ・アルバム
最新有線ヒット’91
発売日：1991年3月27日 　レーベル：トーラスレコード
規格：CD/CT  品番(CT)：TATL-2337
| ＃     | タイトル                 | タイトル                 | タイトル                 | タイトル                 | タイトル                 | タイトル                 | 歌手名               | 歌手名               |
| Side-1 | Side-1                   | Side-1                   | Side-1                   | Side-1                   | Side-1                   | Side-1                   | Side-1               | Side-1               |
| ------ | ------------------------ | ------------------------ | ------------------------ | ------------------------ | ------------------------ | ------------------------ | -------------------- | -------------------- |
| 1      | 悲しみと踊らせて         | 悲しみと踊らせて         | 悲しみと踊らせて         | 悲しみと踊らせて         | 悲しみと踊らせて         | 悲しみと踊らせて         | テレサ・テン<鄧麗君> | テレサ・テン<鄧麗君> |
| 2      | ありんこ                 | ありんこ                 | ありんこ                 | ありんこ                 | ありんこ                 | ありんこ                 | 渡哲也               | 渡哲也               |
| 3      | 若狭の宿                 | 若狭の宿                 | 若狭の宿                 | 若狭の宿                 | 若狭の宿                 | 若狭の宿                 | 牧村三枝子           | 牧村三枝子           |
| 4      | 明け六ツトンボ           | 明け六ツトンボ           | 明け六ツトンボ           | 明け六ツトンボ           | 明け六ツトンボ           | 明け六ツトンボ           | 安倍里葎子           | 安倍里葎子           |
| 5      | 吉良常街道               | 吉良常街道               | 吉良常街道               | 吉良常街道               | 吉良常街道               | 吉良常街道               | 一節太朗             | 一節太朗             |
| 6      | 古い女で通します         | 古い女で通します         | 古い女で通します         | 古い女で通します         | 古い女で通します         | 古い女で通します         | 歌川二三子           | 歌川二三子           |
| 7      | 芭蕉恋唄                 | 芭蕉恋唄                 | 芭蕉恋唄                 | 芭蕉恋唄                 | 芭蕉恋唄                 | 芭蕉恋唄                 | 小池果世子           | 小池果世子           |
| 8      | 兄貴                     | 兄貴                     | 兄貴                     | 兄貴                     | 兄貴                     | 兄貴                     | 伸歌華               | 伸歌華               |
| 9      | ラストシーンは見たくない | ラストシーンは見たくない | ラストシーンは見たくない | ラストシーンは見たくない | ラストシーンは見たくない | ラストシーンは見たくない | 渡哲也・松坂慶子     | 渡哲也・松坂慶子     |
| 10     | 愛人                     | 愛人                     | 愛人                     | 愛人                     | 愛人                     | 愛人                     | テレサ・テン<鄧麗君> | テレサ・テン<鄧麗君> |
| Side-2 |                          |                          |                          |                          |                          |                          |                      |                      |
| 1      | 友禅流し                 | 友禅流し                 | 友禅流し                 | 友禅流し                 | 友禅流し                 | 友禅流し                 | 牧村三枝子           | 牧村三枝子           |
| 2      | つぐない                 | つぐない                 | つぐない                 | つぐない                 | つぐない                 | つぐない                 | テレサ・テン<鄧麗君> | テレサ・テン<鄧麗君> |
| 3      | 会いたい                 | 会いたい                 | 会いたい                 | 会いたい                 | 会いたい                 | 会いたい                 | 沢田知可子           | 沢田知可子           |
| 4      | 瞬間（とき）             | 瞬間（とき）             | 瞬間（とき）             | 瞬間（とき）             | 瞬間（とき）             | 瞬間（とき）             | 西浦達雄             | 西浦達雄             |
| 5      | 京都の夜Part２           | 京都の夜Part２           | 京都の夜Part２           | 京都の夜Part２           | 京都の夜Part２           | 京都の夜Part２           | 愛田健二             | 愛田健二             |
| 6      | みず穂おんど             | みず穂おんど             | みず穂おんど             | みず穂おんど             | みず穂おんど             | みず穂おんど             | 藤田さなえ           | 藤田さなえ           |
| 7      | 流沙れて                 | 流沙れて                 | 流沙れて                 | 流沙れて                 | 流沙れて                 | 流沙れて                 | 野口五郎             | 野口五郎             |
| 8      | 時の流れに身をまかせ     | 時の流れに身をまかせ     | 時の流れに身をまかせ     | 時の流れに身をまかせ     | 時の流れに身をまかせ     | 時の流れに身をまかせ     | テレサ・テン<鄧麗君> | テレサ・テン<鄧麗君> |
| 9      | みちづれ                 | みちづれ                 | みちづれ                 | みちづれ                 | みちづれ                 | みちづれ                 | 牧村三枝子           | 牧村三枝子           |
| 10     | くちなしの花             | くちなしの花             | くちなしの花             | くちなしの花             | くちなしの花             | くちなしの花             | 渡哲也               | 渡哲也               |

## 賞歴

### ヒット奨励賞
1988年　乱れ三味線／冬そして夫婦花（キングレコード）

### 新人奨励賞
1991年　兄貴／情け酒（トーラスレコード）

## 出演

### ラジオ
- ハワイコホラジオ『演歌でうたう』（1988年）
- ラジオ日本『芥川隆行の演歌だヨ!』(1988年)
- ラジオ日本『今月の歌』(1988年、1991年)
- HBCラジオ『水野浩二の演歌海峡』［D.J］(1988年)
- NHKラジオ第1『ひるの散歩道』(1990年)
- NHKラジオ第1『サンデージョッキー』(1991年)
- ラジオ関西『演歌特急便』［D.J］(1991年)
- 長崎放送『昼の演歌ボックス』(1994年)

### テレビ
- テレビ東京『スターバラエティ』（1988年）
- テレビ大阪『演歌千一夜』(1991年)
- 千葉テレビ『歌のランチBOX』(1991年、1994年)
- テレビ東京『歌謡ブレイク』(1994年)
- テレビ東京『ミュージック最前線』(1994年)

### イベント
- 森若里子をかこむ会（1988年）
- ハワイ公演　日本人会（1988年）
- 浅草公会堂 「演歌を育てる会」（1988年）

- イイノホール　新日本舞踊協会（1988年、1990年、1993年）
- メルパルク東京ホール（1991年）
- 麻布市民会館　富士見会２５周年記念（1993年）
- 国立劇場　彩花の会（2019年）